# جيمس أيفوري
جيمس أيفوري (بالإنجليزية: James Ivory)‏ (و. 1928  م) هو مخرج أفلام، وكاتب سيناريو، من الولايات المتحدة، ولد في بيركيلي، كاليفورنيا.

## التعليم
تعلم في جامعة جنوب كاليفورنيا، وجامعة أوريغون، وكلية جامعة جنوب كاليفورنيا للفنون السينمائية ‏.

## جوائز وترشيحات
حصل على جوائز منها:
- زمالة غوغنهايم
- جائزة الأوسكار لأفضل كتابة "سيناريو مقتبس"، عن عمل: نادني باسمك.

ترشح لـ:
- جائزة الأوسكار لأفضل مخرج، عن عمل: غرفة مع منظر
- جائزة الأوسكار لأفضل مخرج، عن عمل: نهاية هاورد
- جائزة الأوسكار لأفضل مخرج، عن عمل: بقايا اليوم.

## وصلات خارجية
- جيمس أيفوري في قاعدة بيانات الأفلام على الإنترنت
- جيمس أيفوري على موقع IMDb (الإنجليزية)
- جيمس أيفوري على موقع الموسوعة البريطانية (الإنجليزية)
- جيمس أيفوري على موقع روتن توميتوز (الإنجليزية)
- جيمس أيفوري على موقع مونزينجر (الألمانية)
- جيمس أيفوري على موقع ألو سيني (الفرنسية)
- جيمس أيفوري على موقع تيرنر كلاسيك موفيز (الإنجليزية)
- جيمس أيفوري على موقع تيرنر كلاسيك موفيز (الإنجليزية)
- جيمس أيفوري على موقع أول موفي (الإنجليزية)
- جيمس أيفوري على موقع بوكس أوفيس موجو (الإنجليزية)
- جيمس أيفوري على موقع قاعدة بيانات الأفلام السويدية (السويدية)